# Rabočij posёlok
Rabočij posёlok (Рабочий посёлок) è un film del 1965 diretto da Vladimir Jakovlevič Vengerov.